# Nombre de Thring
Le nombre de Thring {\displaystyle (Th)} est un nombre sans dimension utilisé en transfert thermique.
Il correspond au rapport entre la capacité thermique d'un fluide et son rayonnement, plus précisément entre les densités de flux d'énergie interne et de rayonnement, supposé « gris » (corps noir d'émissivité différente de l'unité),.
Ce nombre porte le nom de Meredith W. Thring (en), ingénieur anglais.
Il est un cas particulier du nombre de Boltzmann.

## Définition
On le définit de la manière suivante :
{\displaystyle Th={\frac {v\,\rho \,c_{p}}{\varepsilon \,\sigma \,T^{3}}}}
avec :
- v - vitesse du fluide (m/s)
- ρ - masse volumique (kg/m3)
- cp - capacité calorifique massique à pression constante (J kg−1 K−1)
- ε - émissivité de surface
- σ - constante de Stefan-Boltzmann (σ =5,67 × 10−8 W m−2 K−4)
- T - température (K)